# Pedro Francisco Martín
Pedro Francisco Martín fue un reportero de Radiotelevisión Española que estuvo presente en el intento de Golpe de Estado en España de 1981 del entonces teniente coronel de la Guardia Civil Antonio Tejero. Es conocido por haber conseguido grabar casi media hora de aquella tentativa de golpe de Estado; es el único vídeo que existe del asalto al Congreso de los Diputados. Por este hecho recibió una mención especial a título póstumo de la Academia de Televisión en 2008.

## Grabación de las imágenes
Un agente lo amenazó con la famosa frase «No intentes tocar la cámara que te mato. Desenchufa eso»; en lugar de eso, apagó el piloto rojo de la cámara, de manera que la grabación de los acontecimientos continuó. Las imágenes se recibían en las instalaciones de RTVE, donde se encontraban Iñaki Gabilondo, director de informativos de TVE, y dos redactores más, y se iban grabando en una cinta, que a la llegada de los militares fue ocultada bajo el sillón del director general Fernando Castedo.